# Mohammad Haider Zhobal
Mohammad Haider Zhobal (också stavat Zhobel och Zhubal), född i Kabul i Afghanistan, död 1959, var en författare av afghansk historia.